# Rose Bertin
Marie-Jeanne Bertin conocida como Rose Bertin (Abbeville, Picardía, 2 de julio de 1747 - Epinay sur Seine, 22 de septiembre de 1813) fue una marchante de modas. Fue la sombrerera y modista de María Antonieta. Entre ella y el peluquero Léonard Autié, crearon para la reina un estilo propio que marcó aquellos últimos años del Antiguo Régimen en Francia. Fueron autores de los peinados imposibles con recreaciones navales y vestidos revolucionarios que marcaron el inicio de la alta costura. Fue la primera diseñadora francesa célebre, y se le acredita abiertamente el haber traído la moda y la alta costura a la palestra pública.

## Vida
Bertin fue aprendiz de modista a muy temprana edad, a los 15 años llega a París. Abrió su propia tienda de ropa - Le Grand Mogol- en 1770 y rápidamente encontró clientas entre las influyentes damas de la nobleza, incluyendo a Luisa, duquesa de Chartres, que también patrocinó en Versalles a la pintora Élisabeth Vigée-Lebrun, que se encaprichó con sus diseños además de atraer a la aristocracia y la realeza europea. 
Cuando María Antonieta llega de Austria a Francia, acoge los estilos y modas galos como forma de mostrar su sincera dedicación a su nuevo país. La duquesa de Chartres le presenta a Rose Bertin en 1772. En un cuarto especial en el palacio de Versalles Rose Bertin creaba nuevos y numerosos vestidos para la reina María Antonieta, ya que Bertin no podía ser admitida en el departamento donde esperaba la reina y sus damas, por ser plebeya.
Dos veces a la semana, tras la coronación de María Antonieta, Bertin presentaba sus nuevas propuestas a la joven reina y pasaban horas discutiendo sus creaciones. La reina adoraba su guardarropa y se apasionaba con cada detalle por lo que Bertin su sombrerera se convirtió en su confidente y amiga.
A mediados del siglo XVIII, las mujeres francesas acomodadas habían comenzado a hacerse el "pouf" (en francés, cojín; literalmente, el relleno utilizado) en sus cabellos, elevándolos y empolvándolos, acompañando el peinado de amplios y lujosos vestidos. Bertin usó y exageró estas modas imperantes para María Antonieta con peinados de alturas sobre los tres pies (noventa centímetros). La moda del pouf alcanzó tales extremos que se convirtió en la marca del periodo, junto con decorar tal estructura capilar con ornamentos y objetos que mostraban eventos recientes. Trabajando con Leonard, el peluquero de la reina, Bertin creaba peinados que se volvían el furor en toda Europa: el cabello natural o la peluca de crin de caballo, siempre empolvados con polvos de arroz, rellenados y elevados con cojines o armazones de alambre, podía ser adornado con diversos objetos, estilizado, acomodado dentro de definidas escenas, que oscilaban desde recientes chismes de nacimientos a las infidelidades de maridos, desde serpientes bien imitadas a maquetas de navíos franceses como el Belle Poule con toda su arboladura, hasta el Pouf  “a los insurrectos” en honor a la guerra de independencia norteamericana. El peinado más famoso de la reina fue  “la inoculación”, un pouf que ella usó para publicitar su éxito al persuadir al rey para vacunarse contra la viruela. 
La moda continuó su fluctuante progreso; y los sombreros y adornos de la cabeza altísimos con sus superestructuras de gasa, flores y plumas, impedían a las mujeres encontrar carruajes suficientemente altos para entrar, y muy a menudo se las veía inclinadas, sentadas en el suelo o manteniendo sus cabezas adornadas fuera de la ventanilla.
Si el uso de estas extravagantes plumas y adornos en la cabeza hubiera continuado dicen las memorias de este periodo muy seriamente, habría efectuado una revolución en la arquitectura, pues habría sido necesario agrandar las puertas y techos de los teatros, y particularmente la caja del carruaje.
La reina ordenó los más recientes estilos a Rose Bertin, entre ellos el provocativo “robe a la polonaise”, con el corpiño que realzaba el pecho, con ondulantes faldas que descubrían los tobillos, el conjunto coronado por su pertinente "pouf". A partir de los años 1780 una cierta anglomanía se traduce en la moda con la adopción de chaquetas parecidas a las de los hombres o redingote (en inglés, riding coat- abrigo de montar a caballo) adaptándose a las mujeres como la "robe (vestido) redingote". María Antonieta la adopta, con lo que ofende a los patriotas franceses.
Los imponentes robes à paniers cubiertos con pedrerías y volantes, los zapatos bordados con diamantes, y los peinados monumentales son llevados esencialmente en la corte, en los bailes, en las fiestas o en el teatro. En la vida ordinaria, bajo la influencia de las ideas de Jean-Jacques Rousseau que predica la simplicidad de las costumbres y una vuelta a la naturaleza, la moda tiende hacia una mayor sobriedad. Se adoptan vestidos más simples tales como la misma “robe a la polonaise”, también llamada “robe à la reine”, cuya sobrefalda podía ser levantada o bajada a los lados gracias a cordones.

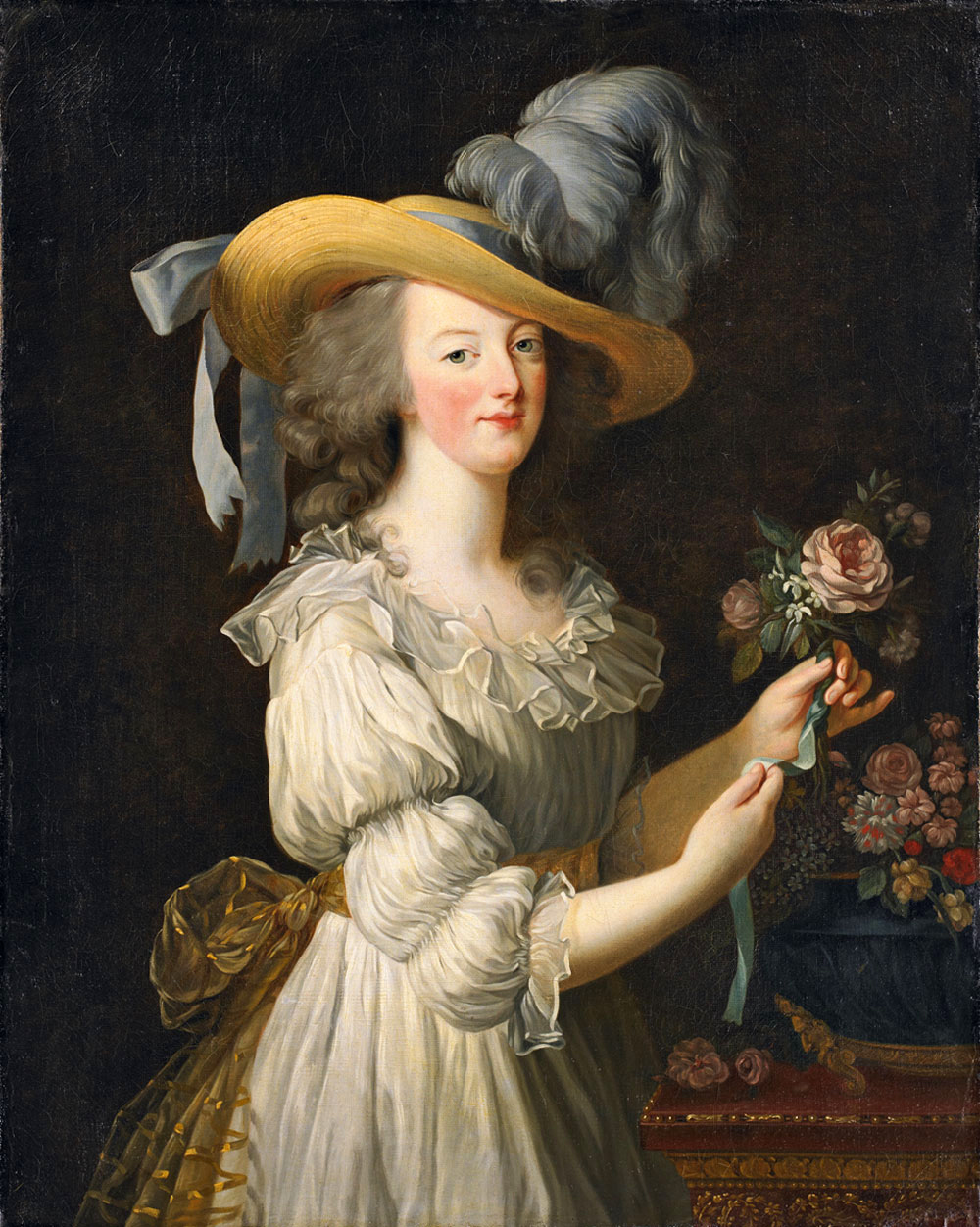
María Antonieta luciendo la polémica "robe chemise" hecha por Bertin. Retrato de Vigée-Lebrun, 1783.

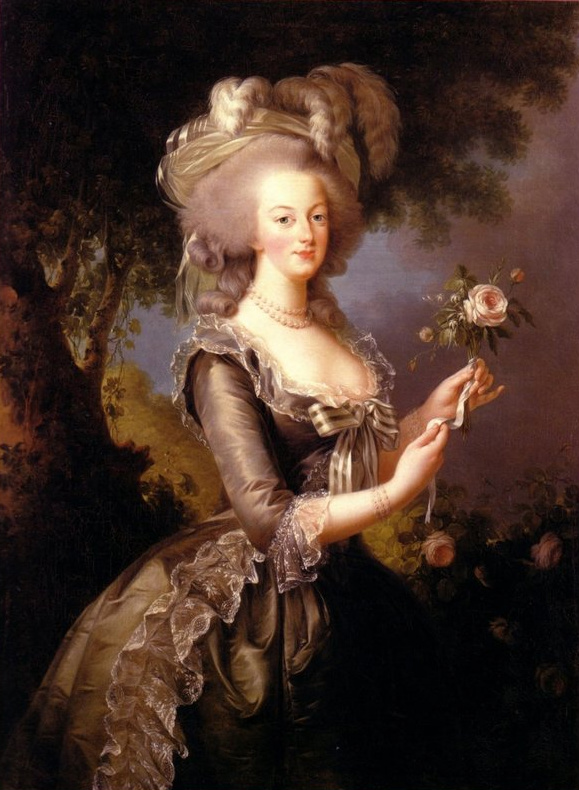
María Antonieta luciendo traje de corte. Retrato de Vigée-Lebrun, 1783 para sustituir el "inadecuado" retrato en más simple "robe chemise".

En 1783 Élisabeth Vigée-Lebrun retrató a María Antonieta luciendo la famosa "robe chemise" diseñada por Rose Bertin, lo cual fue tan escandaloso para su época que se tuvo que pintar un segundo retrato de la reina con un adecuado vestido de corte. 
María Antonieta convocó a Bertin para vestir unas muñecas a la última moda como regalo para sus hermanas y su madre la emperatriz María Teresa I de Austria, estas muñecas fueron llamadas "Pandoras",  y podían ser hechas de cera, madera o porcelana, tenían un poco menos del tamaño que una muñeca de juguete común, o podían ser tan grandes como la mitad o igual a una persona real. Estuvieron en boga antes de la aparición de las revistas de moda.
Llamada "Ministro de la Moda", Bertin fue la mente tras casi todos los nuevos vestidos comisionados por la reina. Los vestidos y el cabello se convirtieron en el vehículo personal de expresión de María Antonieta, y Bertin vistió a la reina desde 1770 hasta su destronamiento en 1792.  Bertin llegó a ser la figura más poderosa de la corte, y presenció y algunas veces efectuó profundos cambios en la sociedad francesa. Sus amplios y ostentosos trajes aseguraban que quien los usara ocuparía al menos tres veces más espacio que su contraparte masculina, en este sentido daba a la figura femenina una imponente, no pasiva, presencia. Sus creaciones también establecieron a Francia como centro de la moda, y desde entonces los vestidos hechos en París fueron enviados a Londres, Venecia, Viena, San Petersburgo y Constantinopla. La imitada elegancia parisina estableció la reputación mundial de la couture francesa. Bertin llegará a vestir a la reina Sofía Magdalena de Suecia, a la reina María Luisa de España, a la reina de Bohemia, a la reina de Suiza, a la Duquesa de Devonshire y a la zarina María Feodorovna de Rusia, y otras personalidades de la época, creando un auténtico imperio del traje desde su tienda en la calle Saint Honoré. 
Bajo el generoso patrocinio de la reina, el nombre de Bertin se convirtió en sinónimo de elegancia y de los excesos de Versalles. La cercana relación de Bertin con la reina la proveyó de una valiosa experiencia en cuanto al significado de la moda en el aspecto social y político en la corte francesa. 
Mientras culpaban a la reina de todos los derroches y excesos, las damas francesas la imitaban. No había una sola mujer que no tuviera el mismo vestido, la misma capa y las mismas plumas que le hubieran visto usar a la reina. Las damas se agolpaban alrededor de Mademoiselle Bertin, su sombrerera y modista: había una absoluta devoción hacia el vestido entre las damas, quienes daban gran importancia a esa mujer. Las madres y maridos murmuraban, dando lugar a escenas de discusiones domésticas con la queja de que: "esa reina será la ruina de todas las damas francesas."
Los precios de Rose Bertin eran exorbitantes, así lo documentan los récords anuales de los gastos de ropa de María Antonieta en las cuentas de la modista, pues la reina nunca usaba nada dos veces; los trajes y sombreros de Bertin podían fácilmente costar 20 veces más de lo que una hábil costurera de la época ganaba al año.

### Revolución francesa
Cuando estalla la Revolución francesa, María Antonieta instintivamente abandona las nuevas tendencias; nerviosos, los burgueses y nobles, incluyendo el rey, adoptan la insignia tricolor republicana con más simples y modestos trajes tricolores. Pero la reina utiliza una insignia blanca borbónica, su nuevo vestido era púrpura y dorado, y sigue usando sus diamantes. Todos podían ver como María Antonieta no tenía sentido político, solo una fe ciega en el privilegio real. Su destino sería firmemente marcado con la toma de la Bastilla.
Ni siquiera la naciente revolución hizo bajar los precios de Bertin, la demanda de vestidos y el apego de la reina a la moda fue lo que quizás la llevó al arresto que resultará en llevarla a la guillotina.
A principios del mes de junio de 1791, previo al plan de escape de María Antonieta y su esposo, arreglado para el 20 de ese mes, la reina ordenó a Rose Bertin una gran cantidad de trajes para viajar para ser hechos lo antes posible. El descubrir la orden, se cree, fue la confirmación de la sospecha del plan de escape de la familia real fuera de Francia.
Durante la Revolución francesa, cuando muchos de sus nobles clientes fueron ejecutados (incluyendo la reina) o huyeron al extranjero, Bertin trasladó su negocio a Londres. 
Mientras tanto, pudo atender a sus antiguas clientas entre las emigrantes, y su moda expresada en las muñecas de moda (pouppeè du mode) continuó circulando por capitales europeas, tan lejanas como San Petersburgo. Finalmente Bertin regresó a Francia en 1795, donde Josefina de Beauharnais (primera esposa de Napoleón) se volvió su clienta por un tiempo, pero encontró que los excesos de la moda se habían debilitado luego del fin de la Revolución francesa. Al iniciar el siglo XIX, Bertin transfirió su negocio a su sobrina y se retiró. Murió en 1813 en su casa de Epinay sur Seine.

## Tienda
La tienda de Rose Bertin estuvo localizada cerca de la Ópera de París en la rue Saint-Honore, epicentro de la moda europea. Su establecimiento ostentaba grandes ventanas con muestras diseñadas para distraer a los transeúntes en camino hacia el Palacio Real. Con sus artísticos arreglos de sombreros, chales, abanicos, lentejuelas, vuelos, flores de seda, piedras preciosas, cordones y otros accesorios, la muestra funcionaba como el hechizo del canto de una sirena. 
Una vez atraído hacia el interior, conducido por la puerta por un portero uniformado, el potencial cliente se encontraba en un lujoso vestíbulo tal que salón de aristócrata: figuras doradas adornaban los techos, largos espejos y finas pinturas colgadas en las paredes, y costosos muebles estaban repartidos entre mostradores con pilas de damascos, sedas, brocados y otros tejidos que anunciaban el verdadero propósito del lugar. Rose Bertin presidía el equipo de elegantes dependientas con aire de suprema autoridad.
La revolución del vestir experimentada en las últimas tres décadas del siglo  XVIII son consideradas una revolución de la moda. Se debió a las marchandes de modes que emergieron como una fuerza mayor en el negocio del tejido francés, guiadas por el crecimiento de la producción textil y los cambios de actitud hacia el consumo.

### Español
- Latour, Anny (1 de enero de 1961). Los Magos de la moda: de Rose Bertin a Christian Dior. Acervo. Consultado el 18 de marzo de 2017.
- Campbell, Kimberly Chrisman (1 de enero de 2002). Minister of fashion: Marie-Jeanne 'Rose' Bertin, 1747-1813 (en inglés). Aberdeen University. Consultado el 18 de marzo de 2017.
- Sapori, Michelle (1 de enero de 2003). Rose Bertin: ministre des modes de Marie-Antoinette (en francés). Éditions de l'Institut Français de la Mode. ISBN 9782914863049. Consultado el 18 de marzo de 2017.
- Barneda, Sandra (17 de noviembre de 2016). Hablarán de nosotras: Diecisiete mujeres poderosas que pecaron para ser libres. Penguin Random House Grupo Editorial España. ISBN 9788403516038. Consultado el 18 de marzo de 2017.

### Inglés
- Fraser, Antonia. Marie Antoinette: The Journey (London: Phoenix Press, 2006).
- Guennec, Catherine. La modiste de la reine (Paris: Éditions Jean Claude Lattes, 2004).
- Langlade, Émile. Rose Bertin: Creator of Fashion at the Court of Marie Antoinette (London: John Long, 1913).
- Weber, Caroline. Queen of Fashion: What Marie Antoinette Wore to the Revolution (London: Aurun, 2007)